# Alejandro Alvarado Jr.
Alejandro Alvarado Jr. (Los Ángeles, California, Estados Unidos, 29 de julio de 2003) es un futbolista estadounidense que juega de centrocampista en el San Diego FC de la Major League Soccer.

## Trayectoria

### LA Galaxy II
Debutó en la liga con el LA Galaxy II el 20 de julio de 2020, entrando como sustituto en el minuto 88 de Omar Ontiveros en una victoria a domicilio por 1-0 sobre el San Diego Loyal SC.

## Vida personal
Nacido en Estados Unidos, Alvarado es de ascendencia mexicana.

## Estadísticas

### Clubes
Actualizado al último partido disputado el 16 de marzo de 2024.
| Club                        | Div.          | Temporada     | Liga  | Liga  | Copas nacionales | Copas nacionales | Copas internacionales | Copas internacionales | Total | Total |
| Club                        | Div.          | Temporada     | Part. | Goles | Part.            | Goles            | Part.                 | Goles                 | Part. | Goles |
| --------------------------- | ------------- | ------------- | ----- | ----- | ---------------- | ---------------- | --------------------- | --------------------- | ----- | ----- |
| LA Galaxy II Estados Unidos | 2.ª           | 2020          | 13    | 1     | —                | —                | —                     | —                     | 13    | 1     |
| LA Galaxy II Estados Unidos | Total club    | Total club    | 13    | 1     | 0                | 0                | 0                     | 0                     | 13    | 1     |
| F. C. Vizela Portugal       | 1.ª           | 2021-22       | 4     | 0     | 1                | 0                | —                     | —                     | 5     | 0     |
| F. C. Vizela Portugal       | 1.ª           | 2022-23       | 5     | 0     | 1                | 0                | —                     | —                     | 6     | 0     |
| F. C. Vizela Portugal       | Total club    | Total club    | 9     | 0     | 2                | 0                | 0                     | 0                     | 11    | 0     |
| SC Vianense Portugal        | 3.ª           | 2023-24       | 10    | 0     | 2                | 2                | —                     | —                     | 12    | 2     |
| SC Vianense Portugal        | Total club    | Total club    | 10    | 0     | 2                | 2                | 0                     | 0                     | 12    | 2     |
| Total carrera               | Total carrera | Total carrera | 32    | 1     | 4                | 2                | 0                     | 0                     | 36    | 3     |

## Palmarés

### Títulos internacionales
| Título                           | Equipo                                 | País     | Año  |
| -------------------------------- | -------------------------------------- | -------- | ---- |
| Campeonato Sub-20 de la Concacaf | Selección sub-20 de los Estados Unidos | Honduras | 2022 |